# Aspidoras
Aspidoras es un género de peces de la familia Callichthyidae en el orden Siluriformes. Sus especies habitan en el centro-este de América del Sur.

## Taxonomía
Descripción original
Este género fue descrito originalmente en el año 1907 por el zoólogo brasileño Rudolpho Theodor Wilhelm Gaspar von Ihering, para albergar a su especie tipo: Aspidoras rochai.
Etimología
La etimología de su denominación científica es la siguiente: Aspidoras viene del griego, donde aspis es 'escudo' y doras es 'piel'. Esto se justifica en la carencia de escamas y la presencia de escudos óseos a lo largo del cuerpo.
Caracterización y relaciones filogenéticas
Los especialistas creen que las especies de Aspidoras están más estrechamente relacionadas con Scleromystax, con quien formarían una tribu llamada Aspidoradini. La monofilia del género ha sido demostrada.
Aspidoras se distingue fácilmente de los otros géneros de la subfamilia Corydoradinae por la presencia de un espacio membranoso o fontanela en la región supraoccipital; este carácter es una autapomorfía para el género. 

## Especies

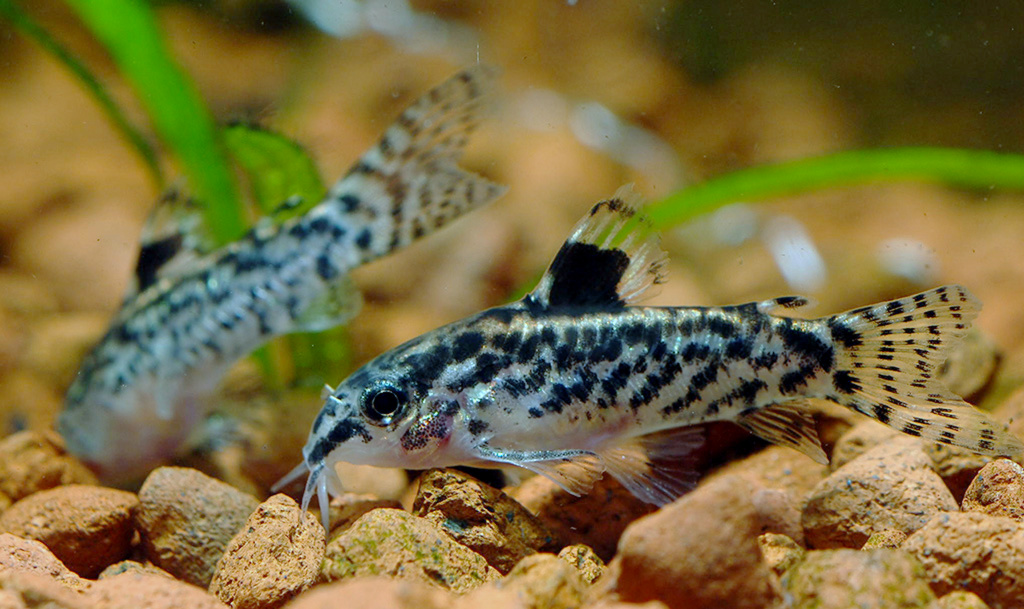
Aspidoras pauciradiatus.

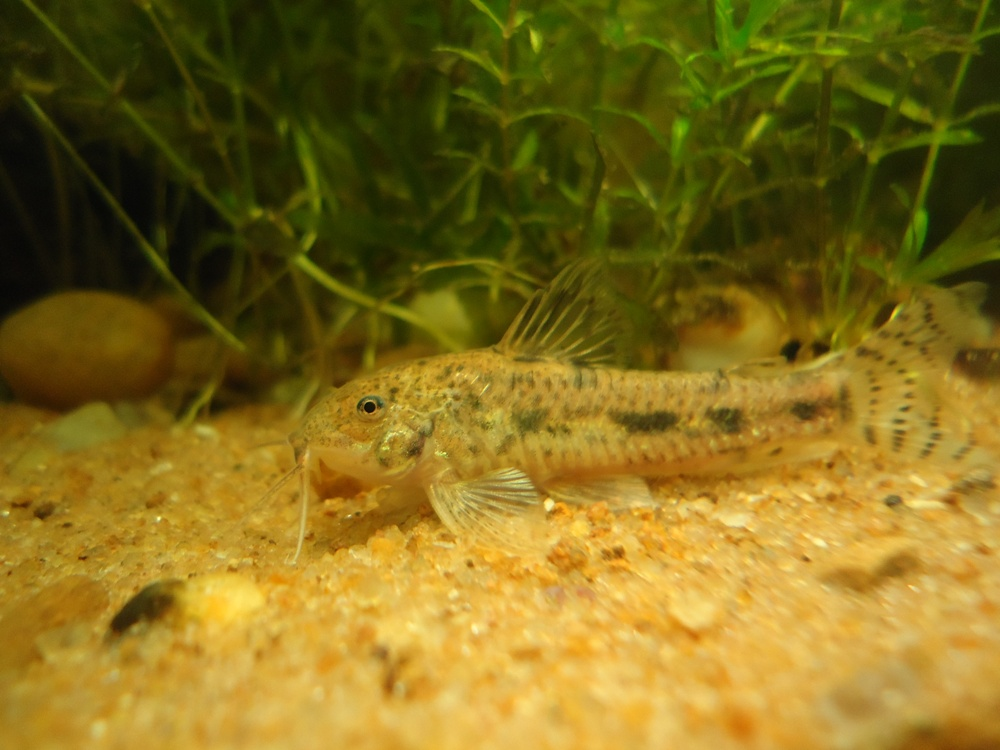
Aspidoras fuscoguttatus.

Este género generalmente se subdivide en 22 especies:
- Aspidoras albater Nijssen & Isbrücker, 1976.
- Aspidoras aldebaran Tencatt, Britto, Isbrücker & Pavanelli, 2022.[4]
- Aspidoras belenos Britto, 1998.
- Aspidoras brunneus Nijssen & Isbrücker, 1976.
- Aspidoras carvalhoi Nijssen & Isbrücker, 1976.
- Aspidoras depinnai Britto, 2000.
- Aspidoras eurycephalus Nijssen & Isbrücker, 1976.
- Aspidoras fuscoguttatus Nijssen & Isbrücker, 1976.
- Aspidoras gabrieli Wosiacki, Graças-Pereira & Reis, 2014.[5]
- Aspidoras lakoi Miranda-Ribeiro, 1949.
- Aspidoras maculosus Nijssen & Isbrücker, 1976.
- Aspidoras menezesi Nijssen & Isbrücker, 1976.
- Aspidoras microgalaeus Britto, 1998.
- Aspidoras pauciradiatus (Weitzman & Nijssen, 1970).
- Aspidoras poecilus Nijssen & Isbrücker, 1976.
- Aspidoras psammatides Britto, Lima & Santos, 2005.
- Aspidoras raimundi (Steindachner, 1907).
- Aspidoras rochai Ihering, 1907.
- Aspidoras spilotus Nijssen & Isbrücker, 1976.
- Aspidoras taurus Lima & Britto, 2001.[6]
- Aspidoras velites Britto, Lima & Moreira, 2002.
- Aspidoras virgulatus Nijssen & Isbrücker, 1980.

## Hábitat
Sus especies habitan en cursos fluviales tropicales y subtropicales de agua dulce.

## Distribución geográfica
Las especies de Aspidoras son endémicas de arroyos pequeños y poco profundos que drenan el Escudo Brasileño en el este y centro del Brasil. La mayoría de las especies son endemismos restringidos, a pequeños afluentes de cuencas fluviales principales. A. lakoi y A. fuscoguttatus son endémicas del sistema del río Paraná; A. albater y A. eurycephalus del sistema del río Tocantins; A. brunneus y A. microgalaeus del sistema del río Xingú, y A. belenos del sistema del río Araguaia. Seis especies son conocidas de cuencas hidrográficas costeras del noreste brasileño: A. rochai de los ríos alrededor de Fortaleza, A. raimundi del río Paranaíba, A. carvalhoi de los ríos alrededor de Guaramiranga, Ceará, A. maculosus del río Itapicuru, A. menezesi del río Jaguaribe, y A. spilotus del río Acaraú; A. depinnai es de la cuenca del río Ipojuca, estado de Pernambuco; A. taurus es conocido de las altas cuencas de los ríos Itiquira y Tacuarí, ambos afluentes del río Paraguay, en el estado de Mato Grosso, centro del Brasil.

## Aspidorascomo peces de acuario
Las especies de Aspidoras se mantienen bastante bien en acuarios domésticos, en condiciones similares a las de la mayoría de especies de Corydoras. Las condiciones del agua que parecen más adecuadas son un pH de 6,8 a 7,0 y una temperatura de aproximadamente 22 °C a 26 °C. La especie más frecuentemente comercializada es Aspidoras pauciradiatus.
Son adecuadas para el acuario comunitario al ser especies pacíficas y pequeñas, siendo la mayor Aspidoras taurus de 5,4 cm y la menor Aspidoras brunneus de 2,1 cm. 